# Swabi
Swabi (paszto/urdu: صوابی) – miasto w Pakistanie, w prowincji Chajber Pasztunchwa. W 1998 roku liczyło 80 157 mieszkańców.